# Casalborgone
Casalborgone (piemonti nyelven Casal Borgon) egy település Olaszországban, Torino megyében.

## Elhelyezkedése

Casalborgone község Torino megye térképén

A vele határos települések: Aramengo (Asti megye), Berzano di San Pietro (Asti megye), Castagneto Po, Cinzano, Lauriano, Rivalba, San Sebastiano da Po, Tonengo (Asti megye).

## A Casalborgonéhez köthető személyek
- Giovanni Spiotta, labdarúgó
- Tonino De Bernardi, rendező

## Fordítás
- Ez a szócikk részben vagy egészben  a   Casalborgone című olasz Wikipédia-szócikk fordításán alapul.  Az eredeti cikk szerkesztőit annak laptörténete sorolja fel. Ez a jelzés csupán a megfogalmazás eredetét és a szerzői jogokat jelzi, nem szolgál a cikkben szereplő információk forrásmegjelöléseként.